# Solbus

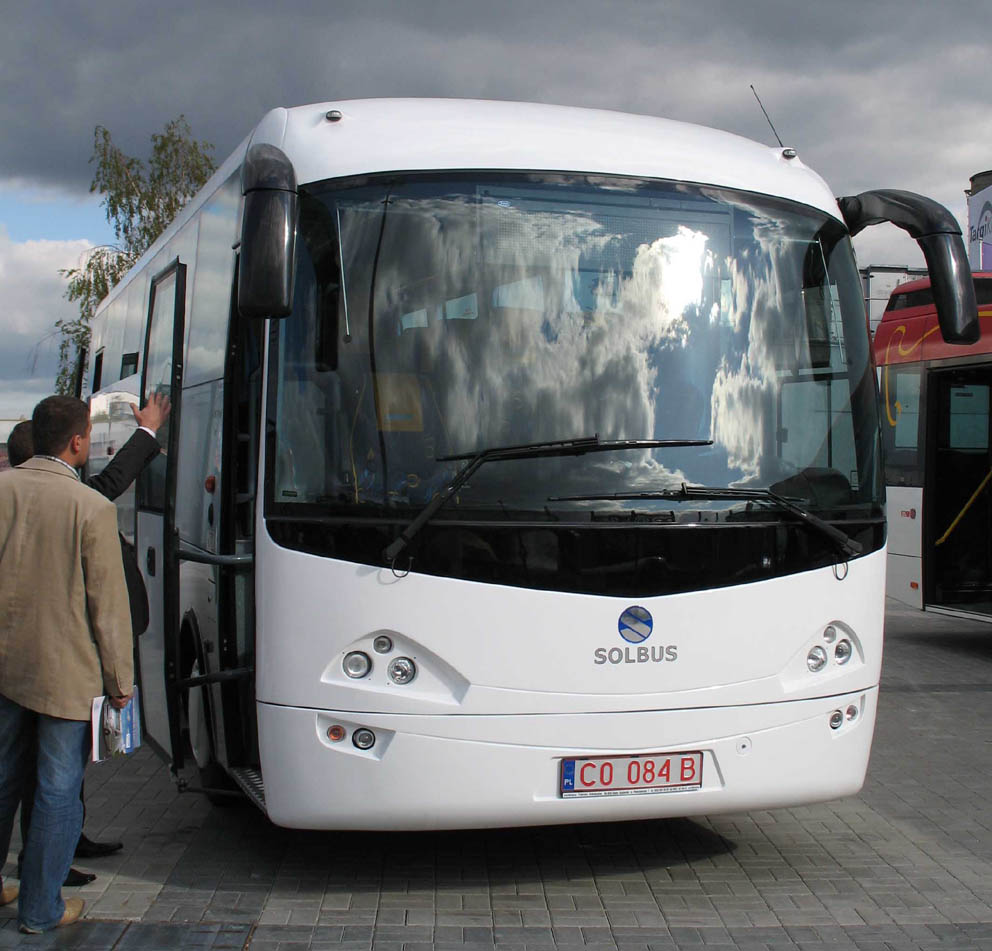
Solbus Soltour ST11/I (2007)

Solbus je polský výrobce autobusů. Firma byla založena v roce 2001 v městě Solec Kujawski. V roce 2005 produkovala 20 % autobusů v Polsku a byla jednou ze tří nejrychleji rostoucích společností v Kujavském vojvodství. V současné době produkuje cca 100-150 autobusů ročně. Vyráběl autobusy s licencí SOR jako C 9,5, B 10,5...

## Autobusy
- Turistické autobusy
  - Solbus Soltour ST10
  - Solbus Soltour ST11

- Meziměstské autobusy
  - Solbus Soltour ST10 / I
  - Solbus Soltour ST11 / I
  - Solway Solbus SL10
  - Solway Solbus SL11

- Místní autobusy
- Solbus Solcity SN11L

- Městské autobusy
  - Solbus Solcity SN11M
  - Solbus Solcity SM12
  - Solbus Solcity SM12 LNG
  - Solbus Solcity SM18 - nový
  - Solbus Solcity SM18 LNG - nový

## Historické autobusy
- Turistické autobusy
  - LH Solbus 9.5
  - Solbus C 10.5 / 1

- Meziměstské autobusy
  - Solbus C 9.5
  - Solbus C 10.5

- Městské autobusy
  - Solbus B 9.5